# Noorden (Nieuwkoop)
Noorden is een dorp in de Nederlandse provincie Zuid-Holland. Het dorp is onderdeel van de gemeente Nieuwkoop en ligt aan de noordzijde van de Nieuwkoopse plassen tussen Nieuwkoop en Woerdense Verlaat.
In 2023 heeft Noorden 1.865 inwoners en 759 huizen. Op het grondgebied van Noorden wonen ongeveer 2600 mensen.
Op 1 januari 2007 is de gemeente Nieuwkoop samen gegaan met Ter Aar en Liemeer. Noorden, gelegen in de oorspronkelijke gemeente Nieuwkoop, hoort ook bij deze grotere gemeente.

## Geschiedenis
In de 14e eeuw wordt het dorp Noorden al in documenten genoemd. Vanaf het begin van de 17e eeuw worden Noorden en Nieuwkoop in één adem genoemd. Eerst de heerlijkheid Nieuwkoop en Noorden en later de gemeente Nieuwkoop en Noorden. Noorden was, net als Nieuwkoop, een langgerekt lintdorp.
In 1883 krijgt Noorden eindelijk een echte kerk; de neogotische Sint-Martinuskerk. Hiervoor had Noorden zich moeten behelpen met een 'schuilkerk'. 25 jaar later wordt, op initiatief van pastoor Ramakers, de nieuwe katholieke school in gebruik genomen. De Sint-Antoniusschool was een kostbare toevoeging aangezien Noorden daarvoor alleen lager openbaar onderwijs had. Anno 2007 wordt er gewerkt aan de plannen om de Sint-Antoniusschool te verplaatsen naar de Kuil. Op de vrijkomende plaats moet dan de supermarkt komen en een aantal appartementen.
Tot 1911 verdienden Noordenaren hun kost met riet snijden, turfsteken en dergelijke. In het Poldermuseum is hier veel van terug te vinden. Dit veranderde snel en Noorden werd een tuinbouwdorp. De meeste tuinbouw gebeurt nu in de Noordense Buurt, ook wel de Tuindersbuurt genoemd.

## Sport en recreatie
- Het sportpark de Koet, gelegen aan de Gerberastraat, is de thuisbasis van voetbalclub NSV '46. Naast de voetbalclub is er een tennisclub genaamd LTV Noorden (www.ltvnoorden.nl) aanwezig op het sportpark. Deze club organiseert jaarlijks een open tennistoernooi, het Koetentoernooi geheten.
- Noorden ligt aan de Europese wandelroute E11, ter plaatse ook wel Marskramerpad geheten. De route komt vanaf Zevenhoven en vervolgt via een omweg rondom de Noordse Buurt naar Woerdense Verlaat.

## Straatnamen
De meeste straten in Noorden zijn vernoemd naar bloemen vanwege de grote hoeveelheid bloemenkwekers in de tuindersbuurt. Verder zijn er de Prolkade, Voorweg en de Simon van Capelweg. Deze weg is vernoemd naar oorlogsslachtoffer Simon of Siem van Capel. Zijn oorlogsgraf bevindt zich op de r.k. begraafplaats van de Martinuskerk aan de naar hem genoemde straat. De dodenherdenking op 4 mei vindt in Noorden op deze begraafplaats plaats.